# Zkouška (škola)

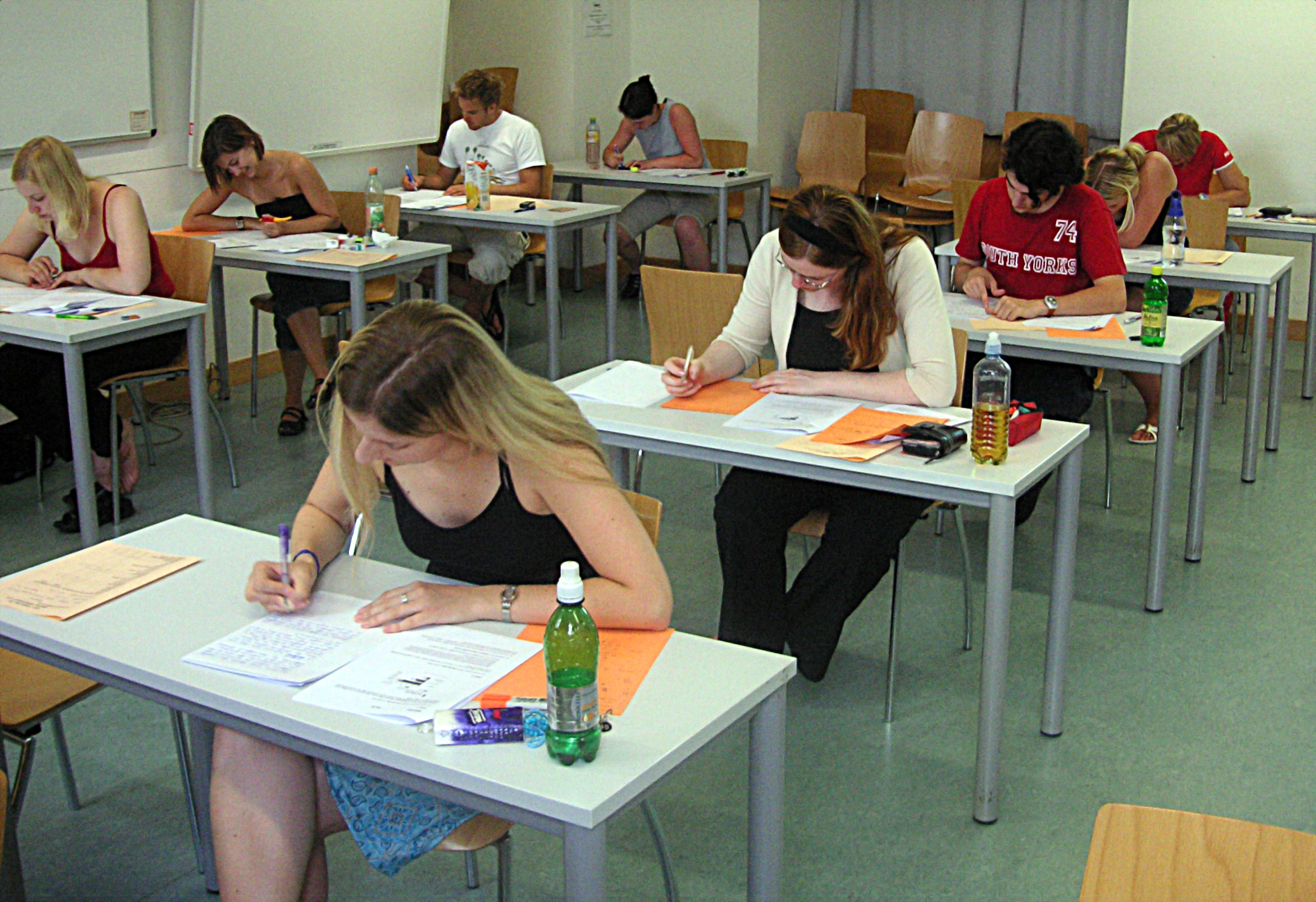
Studenti Vídeňské univerzity u písemné části zkoušky

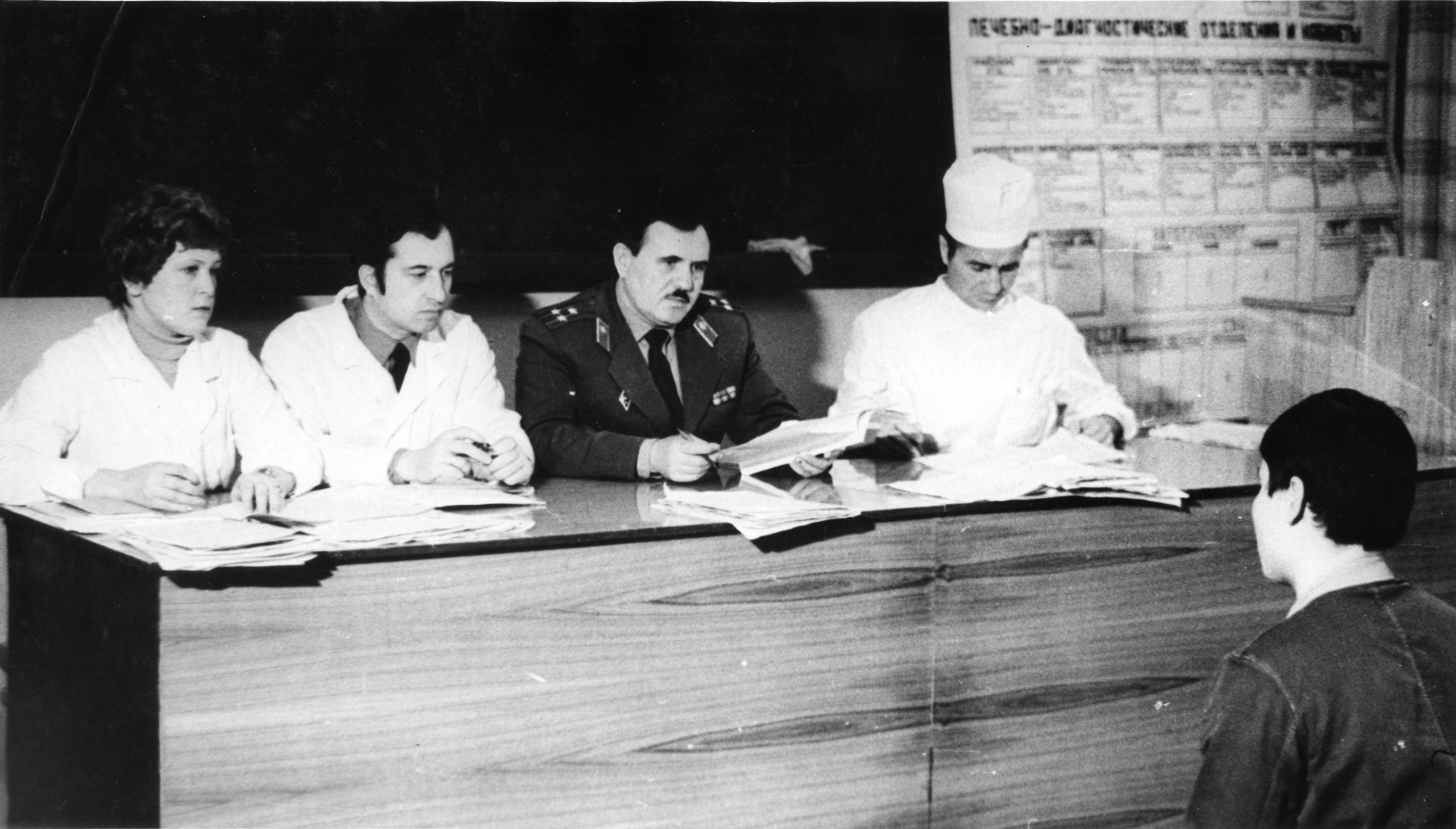
Ústní zkouška na vojensko-lékařském institutu ve Tveru, v Sovětském svazu. Snímek z 80. let 20. století.

Zkouška je způsob, jakým se ve školních institucích prověřuje znalost, dovednost, schopnost, fyzická zdatnost nebo kvalifikace žáka či studenta. V českojazyčném prostoru je pojem vyhrazen obvykle vysokým školám, kde zkouškou končí většina předmětů či programů. V sekundárním vzdělávání se pojem užívá především pro formalizovanější zkoušky finální, ukončující studium - maturitní zkouška, mistrovská zkouška. Finální zkouška na vysokých školách se nazývá státní zkouška (v ČR má tři druhy: státní závěrečná zkouška, státní rigorózní zkouška a státní doktorská zkouška), po ní student získává titul bakalářské nebo magisterské, případně inženýrské a doktorské úrovně (tituly vyšší úrovně jako docent, kandidát věd či profesor se udělují při zvláštní řízeních vědeckých a vysokoškolských institucí, byť jejich průběh může zkoušku připomínat). Na některých vysokých školách je státní závěrečná zkouška rozložena do několika menších zkoušek v průběhu celého studia a je tedy postupně kompletována. Na vysokých školách se zkoušky dělí na písemné (též zvané test) a ústní, kdy vyučující zpovídá studenta přímo. V minulosti převažovaly zkoušky ústní, v současnosti se kvůli objektivitě, přezkoumatelnosti a vyššímu počtu studentů více užívají písemné testy, byť tradice ústních zkoušek ukončujících předmět nevymizela a je obvykle na libovůli vyučujícího, zda zvolí ústní či písemnou formu zkoušky. Finální zkoušky, jako bakalářská či státní zkouška, mají ústní část vždy, podobně maturitní zkouška - což souvisí i s jistou rituální funkcí takové zkoušky, která se uchovala z minulosti. Zkouška končí obvykle klasifikací (udělením známky), nebo zápočtem. Zkoušky, kdy se uděluje jen zápočet a nikoli známky, studenti obvykle za zkoušky neoznačují a říkají jim právě "zápočet". Finální zkoušky mohou končit také oznámkováním, a při úspěchu studenta i udělením titulu, či udělením titulu s vyznamenáním ("červený diplom"). Diplom titul osvědčující může být předán při zvláštní slavnosti později (na vysokých školách se slavnost nazývá obvykle promoce), nicméně titul je získán již složením zkoušky, případné nepřevzetí diplomu na jeho získání nic nemění. U některých oborů je zisk titulu kvalifikační zákonnou podmínkou pro výkon povolání (lékaři, právníci). U finálních zkoušek na vysoké škole bývá obvyklé, že student k ní (předem) předkládá širší text, který by měl splňovat základní parametry textu vědeckého (diplomová práce). Ten obvykle u zkoušky obhajuje. Váha, která je obhajobě přikládána, záleží na tradici a typu školy. Tradice také odlišuje, zda má student po udělení nebo vylosování otázky čas na přípravu (pověstné maturitní "potítko") a zda může při této přípravě užívat knihy, nebo se musí spolehnout na vlastní paměť. U maturitních zkoušek z matematiky bývá například v českém prostředí tradicí možnost využít matematických tabulek (a také například kalkulačky), u humanitních předmětů se očekává, že si student zformuluje odpovědi bez pomoci literatury či přístrojů. Finální zkoušky na některých středních školách (zvláště školách odborného vzdělávání) nebo na specializovaných školách vysokých (uměleckých či tělesné výchovy) mohou mít i jinou formu než ústní či písemnou, obvykle nazývanou praktická. Taková praktická zkouška může mít například formu vyhotovení nějakého výrobku, uvaření jídla, provedení cviku apod. Zkoušky mohou být standardizovány nějakou centrální institucí (například státní část maturit) i nestandardizovány. Standardizované zkoušky jsou obvykle písemné. V minulosti se kladl důraz na společenské oblečení při zkouškách, zejména finálních, dnes je tento důraz již menší, záleží na tradici školy. Velmi podobné zkoušky mohou být užívány i mimo vzdělávací zařízení (v zaměstnání, armádě, v autoškole apod.).